# Wspólnota administracyjna Regis-Breitingen
Wspólnota administracyjna Regis-Breitingen (niem. Verwaltungsgemeinschaft Regis-Breitingen) – była wspólnota administracyjna w Niemczech, w kraju związkowym Saksonia, w okręgu administracyjnym Lipsk, w powiecie Lipsk. Siedziba wspólnoty znajdowała się w mieście Regis-Breitingen.
Wspólnota administracyjna zrzeszała jedną gminę miejską oraz jedną gminę wiejską: 
- Deutzen
- Regis-Breitingen - miasto

1 stycznia 2011 w wyniku reformy administracyjnej wspólnota została rozwiązana, a gmina Deutzen włączona została do gminy Neukieritzsch.